# Ed Mikan
Edward Anton Mikan, detto Ed (Joliet, 20 ottobre 1925 – La Grange, 22 ottobre 1999), è stato un cestista statunitense, professionista nella BAA e nella NBA.
Era il fratello di George Mikan e lo zio di Larry Mikan.

## Carriera
Venne selezionato dai Chicago Stags al primo giro del Draft BAA 1948 (5ª scelta assoluta).